# Cornelius Pansa
(Gaius Coriellius ?) Cornelius Pansa was consul in Rome in 122, samen met Manlius Acilius Aviola.
Pansa was lid van de gens Cornelia, een van de belangrijkste patricische families in het oude Rome.

## Referentie
- W. Smith, art. Pansa, C. Coriellius, in W. Smith (ed.), A dictionary of Greek and Roman biography and mythology, Londen, 1873.